# Cezar dla najlepszej aktorki
Cezar dla najlepszej aktorki przyznawany od 1976 roku, przez Francuską Akademię Sztuki i Techniki Filmowej.

## 1971-1980
1976: Romy Schneider – Najważniejsze to kochać jako Nadine Chevalier

nominacje:
- Isabelle Adjani – Miłość Adeli H. jako Adèle Hugo
- Catherine Deneuve – Samotnik jako Nelly
- Delphine Seyrig – India Song jako Anne-Marie Stretter

1977: Annie Girardot – Doktor Françoise Gailland jako Françoise Gailland

nominacje:
- Isabelle Adjani – Barok jako Laure
- Miou-Miou – F jak Fairbanks jako Marie
- Romy Schneider – Kobieta w oknie jako Margot

1978: Simone Signoret – Życie przed sobą jako Madame Rosa

nominacje:
- Brigitte Fossey – Dzieci z ogłoszenia jako Juliette
- Isabelle Huppert – Koronczarka jako Pomme
- Miou-Miou – Powiedz, że ją kocham jako Juliette
- Delphine Seyrig – Repérages jako Julie

1979: Romy Schneider – Taka zwykła historia jako Marie

nominacje:
- Anouk Aimée – Moja pierwsza miłość jako Jane Romain
- Annie Girardot – Klucz w drzwiach jako Marie Arnault
- Isabelle Huppert – Violette Nozière jako Violette Nozière

1980: Miou-Miou – Pamiętniki francuskiej dziwki jako Marie

nominacje:
- Nastassja Kinski – Tess jako Tess Durbeyfield
- Dominique Laffin – Płacząca kobieta jako Dominique
- Romy Schneider – Blask kobiecości jako Lydia

## 1981-1990
1981: Catherine Deneuve – Ostatnie metro jako Marion Steiner

nominacje:
- Nathalie Baye – Tydzień wakacji jako Laurence Cuers
- Nicole Garcia – Wujaszek z Ameryki jako Janine Garnier
- Isabelle Huppert – Lulu jako Nelly

1982: Isabelle Adjani – Opętanie jako Anna/Helen

nominacje:
- Fanny Ardant – Kobieta z sąsiedztwa jako Mathilde Bauchard
- Catherine Deneuve – Hotel Ameryka jako Helene
- Isabelle Huppert – Czystka jako Rose Mercaillou

1983: Nathalie Baye – Równowaga jako Nicole Danet

nominacje:
- Miou-Miou – Josepha jako Josépha Manet
- Romy Schneider – Nieznajoma z Sans-Souci jako Elsa Wiener/Lina Baumstein
- Simone Signoret – Gwiazda Północna jako Louise Baron

1984: Isabelle Adjani – Mordercze lato jako Eliane Wieck

nominacje:
- Fanny Ardant – Byle do niedzieli jako Barbara Becker
- Nathalie Baye – Poślubiłam nieboszczyka jako Helene
- Nicole Garcia – Les mots pour le dire jako Marie
- Miou-Miou – Od pierwszego wejrzenia jako Madeleine

1985: Sabine Azéma – Niedziela na wsi jako Irene

nominacje:
- Jane Birkin – La pirate jako Alma
- Valérie Kaprisky – Kobieta publiczna jako Ethel
- Julia Migenes – Carmen jako Carmen
- Pascale Ogier – Noce pełni księżyca jako Louise

1986: Sandrine Bonnaire – Bez dachu i praw jako Mona Bergeron

nominacje:
- Isabelle Adjani – Metro jako Helena
- Juliette Binoche – Spotkanie jako Nina/Anne Larrieux
- Nicole Garcia – Śmierć we francuskim ogrodzie jako Julia Tombsthay
- Charlotte Rampling – Umarł z otwartymi oczami jako Barbara Spark

1987: Sabine Azéma – Melodramat jako Romaine Belcroix

nominacje:
- Juliette Binoche – Zła krew jako Anna
- Jane Birkin – Kobieta mego życia jako Laura
- Béatrice Dalle – Betty Blue jako Betty
- Miou-Miou – Strój wieczorowy jako Monique

1988: Anémone – Długa droga jako Marcelle

nominacje:
- Sandrine Bonnaire – Pod słońcem szatana jako Mouchette
- Catherine Deneuve – Zmącone śledztwo jako Amanda Weber
- Nastassja Kinski – Chora z miłości jako Juliette
- Jeanne Moreau – Cud jako Sabine

1989: Isabelle Adjani – Camille Claudel jako Camille Claudel

nominacje:
- Catherine Deneuve – Dziwne miejsce na spotkanie jako France
- Charlotte Gainsbourg – Mała złodziejka jako Janine Castang
- Isabelle Huppert – Sprawa kobiet jako Marie
- Miou-Miou – Lektorka jako Constance/Marie

1990: Carole Bouquet – Zbyt piękna dla ciebie jako Florence Barthélémy

nominacje:
- Sabine Azéma – Życie i nic więcej jako Irène de Courtil
- Josiane Balasko – Zbyt piękna dla ciebie jako Colette Chevassu
- Emmanuelle Béart – Les enfants du désordre jako Marie
- Sandrine Bonnaire – Pan Hire jako Alice

## 1991-2000
1991: Anne Parillaud – Nikita jako Nikita

nominacje:
- Nathalie Baye – Co drugi weekend jako Camille Valmont
- Anne Brochet – Cyrano de Bergerac jako Roksana
- Tsilla Chelton – Ciocia Danielle jako Tatie Danielle
- Miou-Miou – Milou w maju jako Camille

1992: Jeanne Moreau – Spacer brzegiem morza jako Lady M

nominacje:
- Emmanuelle Béart – Piękna złośnica jako Marianne
- Juliette Binoche – Kochankowie na moście jako Michèle Stalens
- Anouk Grinberg – Dziękuję ci życie jako Joëlle
- Irène Jacob – Podwójne życie Weroniki jako Weronika/Véronique

1993: Catherine Deneuve – Indochiny jako Eliane

nominacje:
- Anémone – Co powiedział mały książę jako Melanie
- Emmanuelle Béart – Serce jak lód jako Camille
- Juliette Binoche – Skaza jako Anna Burton
- Caroline Cellier – Zebra jako Camille

1994: Juliette Binoche – Trzy kolory. Niebieski jako Julie Vignon

nominacje:
- Sabine Azéma – Palić/Nie palić jako Celia Teasdale/Sylvie Bell/Irene Pridworthy/Rowena Coombes/Josephine Hamilton
- Josiane Balasko – Tout le monde n'a pas eu la chance d'avoir des parents communistes jako Irene
- Catherine Deneuve – Moja ulubiona pora roku jako Emilie
- Anouk Grinberg – Un, deux, trois, soleil jako Victorine
- Miou-Miou – Germinal jako Maheude

1995: Isabelle Adjani – Królowa Margot jako Małgorzata de Valois

nominacje:
- Anémone – Pas très catholique jako Maxime Chabrier
- Sandrine Bonnaire – Dziewica Joanna 2: Więzienie jako Joanna d’Arc
- Irène Jacob – Trzy kolory. Czerwony jako Valentine Dussaut
- Isabelle Huppert – Rozstanie jako Anne

1996: Isabelle Huppert – Ceremonia jako Jeanne

nominacje:
- Sabine Azéma – Szczęście jest na łące jako Nicole Bergeade
- Emmanuelle Béart – Nelly i pan Arnaud jako Nelly
- Juliette Binoche – Huzar jako Pauline de Théus
- Sandrine Bonnaire – Ceremonia jako Sophie

1997: Fanny Ardant – Pedał jako Evelyne

nominacje:
- Catherine Deneuve – Złodzieje jako Marie Leblanc
- Charlotte Gainsbourg – Love, etc. jako Marie
- Anouk Grinberg – Mój mężczyzna jako Marie Abarth
- Marie Trintignant – Krzyk jedwabiu jako Marie Benjamin

1998: Ariane Ascaride – Marius i Jeannette jako Jeannette

nominacje:
- Sabine Azéma – Znamy tę piosenkę jako Odile Lalande
- Marie Gillain – Na ostrzu szpady jako Aurore
- Sandrine Kiberlain – Siódme niebo jako Mathilde
- Miou-Miou – Nettoyage à sec jako Nicole Kunstler

1999: Élodie Bouchez – Wyśnione życie aniołów jako Isabelle Tostin

nominacje:
- Catherine Deneuve – Plac Vendome jako Marianne Malivert
- Isabelle Huppert – Szkoła wdzięku jako Dominique
- Sandrine Kiberlain – Na sprzedaż jako France Robert
- Marie Trintignant – Kłamczucha jako Jeanne

2000: Karin Viard – W górę serca! jako Emma

nominacje:
- Nathalie Baye – Salon piękności Venus jako Angèle Piana
- Sandrine Bonnaire – Wschód-Zachód jako Marie Golovin
- Catherine Frot – La dilettante jako Pierrette Dumortier
- Vanessa Paradis – Dziewczyna na moście jako Adele

## 2001-2010
2001: Dominique Blanc – Stand-by jako Hélène

nominacje:
- Emmanuelle Béart – Ścieżki uczuć jako Pauline Pommerel
- Juliette Binoche – Wdowa św. Piotra jako Pauline
- Isabelle Huppert – Dziewczęta z Saint-Cyr jako Madame de Maintenon
- Muriel Robin – Marie-Line jako Muriel Robin

2002: Emmanuelle Devos – Na moich ustach jako Carla

nominacje:
- Catherine Frot – Chaos jako Hélène
- Isabelle Huppert – Pianistka jako Erika Kohut
- Charlotte Rampling – Pod piaskiem jako Marie Drillon
- Audrey Tautou – Amelia jako Amelie Poulain

2003: Isabelle Carré – Wspominać piękne rzeczy jako Claire Poussin

nominacje:
- Fanny Ardant – 8 kobiet jako Pierrette
- Ariane Ascaride – Maria i jej dwie miłości jako Marie-Jo
- Juliette Binoche – Mężczyzna moich marzeń jako Rose
- Isabelle Huppert – 8 kobiet jako Augustine

2004: Sylvie Testud – Bojaźń i drżenie jako Amelie

nominacje:
- Josiane Balasko – Tamta kobieta jako Michèle Varin
- Nathalie Baye – Uczucia jako Carole
- Isabelle Carré – Uczucia jako Edith
- Charlotte Rampling – Basen jako Sarah Morton

2005: Yolande Moreau – Gdy podnosi się morze jako Irene

nominacje:
- Maggie Cheung – Czysta jako Emily Wang
- Emmanuelle Devos – Królowie i królowa jako Nora Cotterelle
- Audrey Tautou – Bardzo długie zaręczyny jako Mathilde
- Karin Viard – Rola życia jako Claire Rocher

2006: Nathalie Baye – Młody porucznik jako Komendant Caroline "Caro" Vaudieu

nominacje:
- Isabelle Carré – W jego rękach jako Claire Gauthier
- Anne Consigny – Nie jestem tu po to, żeby mnie kochano jako Françoise
- Isabelle Huppert – Gabrielle jako Gabrielle Hervey
- Valérie Lemercier – Królową być jako Księżniczka Armelle

2007: Marina Hands – Kochanek lady Chatterley jako Constance Chatterley

nominacje:
- Cécile de France – Krzesła orkiestry jako Jessica
- Cécile de France – Melodia życia jako Marion
- Catherine Frot – Niewykorzystany dar jako Ariane
- Charlotte Gainsbourg – Układ idealny jako Emma

2008: Marion Cotillard – Niczego nie żałuję – Edith Piaf jako Édith Piaf

nominacje:
- Isabelle Carré – Anna M. jako Anna M.
- Cécile de France – Tajemnica jako Tania Stirn/Grimbert
- Marina Foïs – Darling jako Catherine Nicolle "Darling"
- Catherine Frot – Odette Toulemonde jako Odette Toulemonde

2009: Yolande Moreau – Serafina jako Séraphine de Senlis

nominacje:
- Catherine Frot – Śledztwo na cztery ręce jako Prudence Beresford
- Tilda Swinton – Julia jako Julia
- Sylvie Testud – Sagan jako Françoise Quoirez
- Kristin Scott Thomas – Kocham cię od tak dawna jako Juliette Fontaine

2010: Isabelle Adjani − Pokolenie nienawiści jako Sonia Bergerac

nominacje:
- Dominique Blanc − Inna jako Anne-Marie
- Sandrine Kiberlain − Mademoiselle Chambon jako Véronique Chambon
- Kristin Scott Thomas − Odchodząc jako Suzanne
- Audrey Tautou − Coco Chanel jako Coco Chanel

## 2011-2020
2011: Sara Forestier − Imiona miłości jako Bahia Benmahmoud

nominacje:
- Isabelle Carré − Przepis na miłość jako Angélique
- Catherine Deneuve − Żona doskonała jako Suzanne Pujol
- Charlotte Gainsbourg − Drzewo jako Dawn O'Neil
- Kristin Scott Thomas − Klucz Sary jako Julia Jarmond

2012: Bérénice Bejo − Artysta jako Peppy Miller

nominacje:
- Ariane Ascaride – Śniegi Kilimandżaro jako Marie-Claire
- Leïla Bekhti – Kobiece źródło jako Leïla
- Valérie Donzelli – Wypowiedzenie wojny jako Juliette
- Marina Foïs – Polisse jako Iris
- Marie Gillain – Wszystkie nasze żądze jako Claire
- Karin Viard – Polisse jako Nadine

2013: Emmanuelle Riva − Miłość jako Anne Laurent
- Marion Cotillard − Z krwi i kości jako Stéphanie
- Catherine Frot − Niebo w gębie jako Hortense Laborie
- Noémie Lvovsky − Camille powtarza rok jako Camille Vaillant
- Corinne Masiero − Louise Wimmer jako Louise Wimmer
- Léa Seydoux − Żegnaj, królowo jako Sidonie Laborde
- Hélène Vincent − Kilka godzin wiosny jako Yvette Évrard

2014: Sandrine Kiberlain − Dziewięć długich miesięcy jako Ariane Felder
- Fanny Ardant − Piękne dni jako Caroline
- Bérénice Bejo − Przeszłość jako Marie Brisson
- Catherine Deneuve − W nieznane jako Bettie
- Sara Forestier − Suzanne jako Suzanne
- Emmanuelle Seigner − Wenus w futrze jako Vanda
- Léa Seydoux − Życie Adeli jako Emma

2015: Adèle Haenel − Miłość od pierwszego ugryzienia jako Madeleine
- Juliette Binoche − Sils Maria jako Maria Enders
- Marion Cotillard − Dwa dni, jedna noc jako Sandra Bya
- Catherine Deneuve − We dwoje zawsze raźniej jako Mathilde
- Émilie Dequenne − Niedobrani jako Jennifer
- Sandrine Kiberlain − Fanka jako Muriel Bayen
- Karin Viard − Rozumiemy się bez słów jako Gigi Bélier

2016: Catherine Frot − Niesamowita Marguerite jako Marguerite Dumont
- Loubna Abidar − Tyle miłości jako Noha
- Emmanuelle Bercot − Moja miłość jako Tony
- Cécile de France − Piękne lato jako Carole
- Catherine Deneuve − Z podniesionym czołem jako Florence Blaque
- Isabelle Huppert − Dolina miłości jako Isabelle
- Soria Zeroual − Fatima jako Fatima

2017: Isabelle Huppert − Elle jako Michèle Leblanc
- Judith Chemla − Historia pewnego życia jako Jeanne du Perthuis des Vauds
- Marion Cotillard − Z innego świata jako Gabrielle
- Virginie Efira − Victoria jako Victoria Spick
- Marina Foïs − Bez zarzutu jako Constance
- Sidse Babett Knudsen − Dziewczyna z Brestu jako Irène Frachon
- Soko − Tancerka jako Loie Fuller

2018: Jeanne Balibar − Barbara jako Barbara / Brigitte
- Emmanuelle Devos − Droga na szczyt jako Emmanuelle Blachey
- Karin Viard − Jalouse jako Nathalie Pécheux
- Marina Foïs − L’atelier jako Olivia Dejazet
- Juliette Binoche − Isabelle i mężczyźni jako Isabelle
- Charlotte Gainsbourg − La promesse de l'aube jako Nina Kacew
- Doria Tillier − Monsieur & Madame Adelman jako Sarah Adelman